# 박인호 (1964년)
박인호(朴仁虎, 1964년 9월 20일 ~ )는 대한민국의 군인이자 제39대 공군참모총장을 역임한 군인이었다.

## 학력
- 1987년 공군사관학교(35기) 학사
- 2003년 목원대학교 일반대학원 경영학 석사
- 2014년 서울대학교 행정대학원 국가정책과정

## 경력
- 공군사관학교 군사교육훈련처장
- 2012. 12 ~ 2013. 12: 합참 작전본부 종심작전과장 (공군 대령)
- 2013. 12 ~ 2014. 11: 합참 작전본부 작전3처장 (공군 준장)
- 2014. 11 ~ 2015. 04: 공군작전사령부 항공우주작전본부장
- 2015. 04 ~ 2016. 10: 제19전투비행단장
- 2016. 11 ~ 2017. 09: 합참 전략기획부장/핵·WMD대응센터장 (공군 소장)
- 2017. 09 ~ 2018. 02: 국방부 정책기획관
- 2018. 02 ~ 2018. 05: 국방부 대북정책관
- 2018. 12 ~ 2019. 05: 공군본부 정보작전참모부장
- 2019. 05 ~ 2020. 12: 제51대 공군사관학교장 (공군 중장)
- 2020. 12 ~ 2021. 07: 합참 전략기획본부장
- 2021. 07 ~ 2022. 05: 제 39대 공군참모총장 (공군 대장)
- 2022. 09 ~ : 법무법인 대륙아주 고문
- 2022. 10 ~ : 국방 우주 안보 포럼 공동회장
- 2024. 03 ~ : 보령 사외이사
- 2025. 04 ~ 2025. 06: 제21대 대통령 선거 이재명 후보 진짜 대한민국 선거대책위원회 국방안보자문단 자문위원

## 진급
- 1987년 : 소위 임관
- 2009년 : 대령 진급
- 2014년 : 준장 진급
- 2017년 : 소장 진급
- 2019년 : 중장 진급
- 2021년 : 대장 진급

## 상훈
- 2006년 : 공군참모총장 표창
- 2007년 : 합참의장 공로표창
- 2009년 : 대통령 표창
- 2012년 : 보국훈장 삼일장
- 2014년 : 국방부장관 표창